# Amber blind- og hurtigskakturnering
Amber er en skakturnering som er afholdt hvert år siden 1992 i Monte Carlo med deltagelse af flere af verdens bedste skakspillere. Turneringen er speciel ved at der ikke spilles med normale tidsgrænser, men at der spilles blind- og hurtigskak. Turneringen sponseres af den hollandske milliardær og verdensmester i korrespondanceskak Joop van Oosterom. Den er navngivet efter van Oosteroms datter Melody Amber. Turneringen afholdes normalt i marts hvert år.
Turneringen har siden 1993 haft 12 deltagere pr. år. Deltagerne spiller alle mod alle i 11 dobeltrunder som hver består af et blindskakparti og et almindeligt hurtigskakparti. Der er præmier for hver af to spiltyper, samt for det bedste kombinerede resultat. Der spilles med 25 minutter pr. parti pr. spiller med tillæg af 10 sekunder pr. træk (hurtigskak) eller 20 sekunder pr. træk (blindskak).
Flest turneringssejre har (pr. 2006) Vladimir Kramnik og Viswanathan Anand med 5 hver sejre hver.

## Turneringsvindere
- 1992 Vasiliy Ivanchuk
- 1993 Ljubomir Ljubojevic
- 1994 Viswanathan Anand
- 1995 Anatolij Karpov
- 1996 Vladimir Kramnik
- 1997 Viswanathan Anand
- 1998 Aleksej Shirov og Vladimir Kramnik
- 1999 Vladimir Kramnik
- 2000 Aleksej Shirov
- 2001 Vladimir Kramnik
- 2002 Alexander Morozevich
- 2003 Viswanathan Anand
- 2004 Alexander Morozevich og Vladimir Kramnik
- 2005 Viswanathan Anand
- 2006 Viswanathan Anand og Alexander Morozevich

## Amber-turneringen 2006
I 2006 deltog følgende spillere. I tabellen er foruden turneringsresultatet (point og placering i de to discipliner samt samlet) angivet aktuelt ratingtal pr. 1. januar 2006 og verdensranglisteplacering for alle deltagerne.
| Navn                   | Land      | Rating | Rang | Blind | Blind | Hurtig | Hurtig | Samlet | Samlet |
| Navn                   | Land      | Rating | Rang | point | nr.   | point  | nr.    | point  | nr.    |
| ---------------------- | --------- | ------ | ---- | ----- | ----- | ------ | ------ | ------ | ------ |
| Viswanathan Anand      | Indien    | 2792   | 3    | 6½    | 2     | 8      | 1      | 14½    | 1      |
| Alexander Morozevich   | Rusland   | 2721   | 11   | 9½    | 1     | 5      | 8      | 14½    | 1      |
| Fransisco Vallejo Pons | Spanien   | 2650   | 54   | 6½    | 2     | 5½     | 4      | 12     | 3      |
| Alexander Grischuk     | Rusland   | 2717   | 12   | 6     | 4     | 5½     | 4      | 11½    | 4      |
| Veselin Topalov        | Bulgarien | 2801   | 2    | 4½    | 8     | 6½     | 2      | 11     | 5      |
| Peter Leko             | Ungarn    | 2740   | 7    | 6     | 4     | 5      | 8      | 11     | 5      |
| Levon Aronian          | Armenien  | 2752   | 5    | 4     | 10    | 6½     | 2      | 10½    | 7      |
| Boris Gelfand          | Israel    | 2723   | 9    | 5½    | 6     | 5      | 8      | 10½    | 7      |
| Loek van Wely          | Holland   | 2647   | 59   | 4½    | 8     | 5½     | 4      | 10     | 9      |
| Peter Svidler          | Rusland   | 2765   | 4    | 5½    | 6     | 4      | 11     | 9½     | 10     |
| Vasiliy Ivanchuk       | Ukraine   | 2729   | 8    | 3½    | 12    | 5½     | 4      | 9      | 11     |
| Peter Heine Nielsen    | Danmark   | 2644   | 66   | 4     | 10    | 4      | 11     | 8      | 12     |